# 전국버스운송사업조합연합회
전국버스운송사업조합연합회(全國버스運送事業組合聯合會)은 버스운송사업에 관한 정부 시책에 호응하여 공익사업으로서의 건전한 발전을 도모하고 사업자 상호간의 긴밀한 제휴로 협조체제를 확립하며 운송사업의 건전한 발전과 공동이익을 추구하며 명랑한 교통환경을 조성하여 국민복지 향상에 기여하기 위하여 설립된 단체이다. 충청북도 충주시 흥덕구 오송읍 오송생명5로303 국도빌딩 7층)에 위치하고 있다.

## 설립 근거
- 여객자동차 운수사업법[2]

## 연혁
- 1962.  .     : 전국 16개 업체 차량 192대 전세버스운송사업 태동
- 1979.03.07 : 전세여객조합연합회 설립인가  회장 김 용 학 (서울조합이사장)
- 1988.05.24 : 전국전세버스운송사업조합 설립인가  초대 이사장   이 성 주 (은마관광 대표이사)
- 1990.09.12 : 제2대 이사장 취임  이사장  박 태 섭 (남서울관광 대표이사)
- 1991.10.23 : 제3대 이사장 취임  이사장  맹 만 섭 (현대관광 대표이사)
- 1992.03.03 : 전국전세버스운송사업조합연합회 설립인가  초대회장  맹 만 섭 (현대관광 대표이사)
- 1995.02.28 : 제2대 회장 취임  회장  맹 만 섭 (현대관광 대표이사)
- 1997.10.16 : 전세버스공제조합 건설교통부 인가
- 1997.12.24 : 전세버스공제조합 사업개시
- 1998.03.03 : 제3대 회장 취임  회장  맹 만 섭 (현대관광 대표이사)
- 2001.03.03 : 제4대 회장 취임  회장  김 찬 회 (대신고속관광(주) 대표이사)
- 2002.05.14 : 제4대 회장 취임(보선)  회장  박 상 원 (산수관광 대표이사)
- 2004.03.30 : 제5대 회장 취임  회장  신 보 감 (광주전세 대표이사)
- 2005.05.07 : 제6대 회장 취임  회장  김 태 화 (서울금성관광 대표이사)
- 2007.03.06 : 제7대 회장 취임  회장  김 의 엽 (현대관광 대표이사)
- 2010.01.01 : 제8대 회장 취임  회장  김 의 엽 (재경관광 대표이사)
- 2013.01.21 : 제9대 회장 취임  회장  이 병 철 (수정관광화물 대표이사)
- 2016.01.21 : 제10대 회장 취임 회장  이 병 철 (수정관광화물 대표이사)
- 2019.01.21 : 제11대 회장 취임 회장  이 병 철 (수정관광화물 대표이사)
- 2022.07.01 : 제12대 회장 취임 회장  오 성 문 (차세대고속관광 대표이사)

## 주요 업무
- 버스운송사업의 건전한 발전과 버스운송사업자 공동의 이익을 도모하고 정부시책을 적극 추진하기 위한 사업
- 버스운송사업에 관한 통계의 작성 관리와 조사연구 사업
- 경영자와 종사원의 교육훈련
- 종업원의 취업관리
- 자동차 운송사업의 경영지도
- 운송질서 확립을 위한 지도단속 및 안전관리
- 국토교통부 장관으로부터 위탁받은 업무의 처리
- 여객자동차운수사업법 제 61조에 의한 공제사업
- 여객자동차운수사업법 제57조 제1호 해당사업으로서의 교통수단 외부광고
- 위의 업무에 부수되는 사업

## 조직

### 상임부회장

#### 전무이사

##### 상무이사
- 기획과
- 총무과
- 경리과
- 안전과

## 회원
- 서울특별시버스운송사업조합
- 인천광역시버스운송사업조합
- 경기도버스운송사업조합
- 강원특별자치도버스운송사업조합
- 충청북도버스운송사업조합
- 대전광역시버스운송사업조합
- 충청남도버스운송사업조합
- 전라북도버스운송사업조합
- 광주광역시버스운송사업조합
- 전라남도버스운송사업조합
- 대구광역시버스운송사업조합
- 경상북도버스운송사업조합
- 부산광역시버스운송사업조합
- 울산광역시버스운송사업조합
- 경상남도버스운송사업조합
- 제주특별자치도버스운송사업조합

## 같이 보기
- 전국버스공제조합
- 전국고속버스운송사업조합
- 전국택시운송사업조합연합회
- 전국개인택시운송사업조합연합회
- 전국렌터카사업조합연합회